# 铁北路街道
铁北路街道，是中华人民共和国河北省承德市鹰手营子矿区下辖的一个街道办事处。
2012年，河北省民政厅批复同意将鹰手营子镇的铁道北、兴煤、桥西、东风4个居民委员会，北马圈子镇的马圈、新平2个居民委员会，汪家庄镇的汪庄东、汪庄西2个居民委员会，寿王坟镇的寿王坟南、寿王坟北2个居民委员会整体划出，设立铁北路街道办事处。

## 行政区划
铁北路街道下辖以下地区：
铁道北社区、桥西社区、兴煤社区和东风社区。